# Pfarrkirche Köstendorf

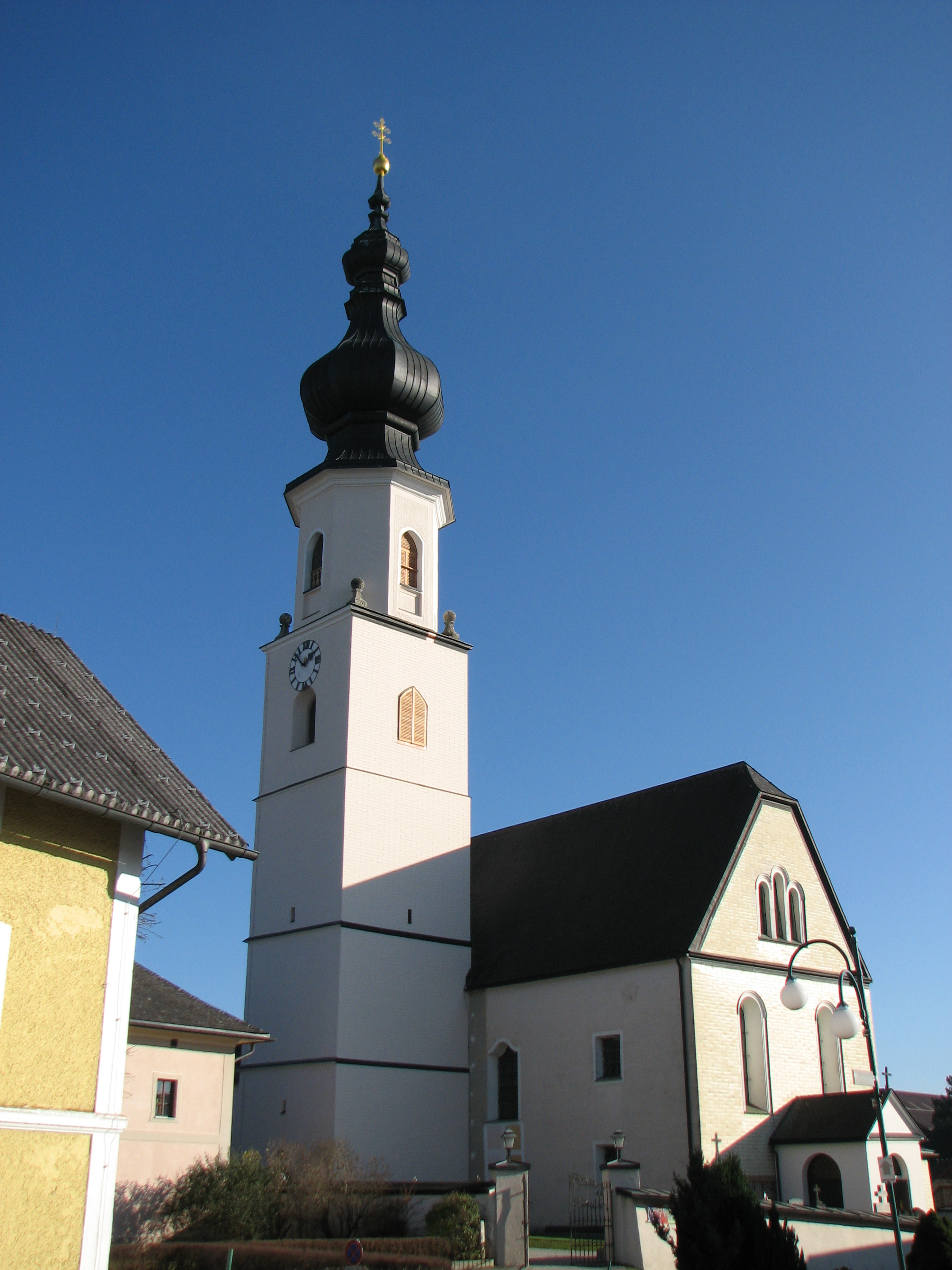
Dekanatskirche Unserer Lieben Frau Geburt

Innenraum nach Osten

Die römisch-katholische Pfarrkirche Köstendorf steht erhöht im Nordosten des Ortes Köstendorf in der Gemeinde Köstendorf im Land Salzburg. Die Pfarrkirche zu Unserer Lieben Frau gehört zum Dekanat Köstendorf in der Erzdiözese Salzburg. Das Patrozinium wird an Mariä Geburt, dem 8. September, gefeiert. Die Kirche steht unter Denkmalschutz.

## Geschichte

Hochaltar

Eine Pfarrkirche wurde 1203 urkundlich genannt. Der im Kern gotische Kirchenbau wurde 1712 barockisiert. 1723 wurde die Überacker Gruftkapelle erneuert. Von 1727 bis 1734 wurde das Langhaus erneuert, der Chor erweitert und eine Sakristei angebaut. Der spätgotische Nordturm am Langhaus um 1536/1538 erhielt von 1693 bis 1696 einen Aufsatz und wurde nach einem Brand 1739/1740 erneuert, und 1951 und 1965 restauriert. Von 1880 bis 1882 wurde eine Kirchenrenovierung durchgeführt, 1929 eine Innenrenovierung. Weitere Restaurierungen fanden um 1950, von 1982 bis 1984, 1966 (außen) und 1980 statt.

Innenraum nach Westen

## Architektur
Die Kirche ist von einem Friedhof und einer Mauer umgeben. Vor der übergiebelten Westfront steht ein kleiner kreuzgratgewölbter Portalvorbau aus der 2. Hälfte des 19. Jahrhunderts. Das spätgotische mehrfach profilierte Spitzbogenportal aus dem späten 15. Jahrhundert wurde durch die Erweiterung der Kirche reduziert. Das Langhaus und der Chor haben Wellenbogenfenster und Traufkehlen. Der gotische Turmbau ist durch Kaffgesimse in vier Geschoße unterteilt, hat ein Spitzbogenportal, gedrückte Spitzbogenfenster mit barocken Kugeleckaufsätzen, ein barockes Achteckgeschoß mit Rundbogenschallfenstern und einen Doppelzwiebelhelm aus den Jahren 1740 und 1771. Die Langhaussüdfront erhielt einen barocken seitenschiffartigen Kapellenanbau mit Pilaster- und Gesimsgliederung. An den südlichen Kapellenanbau schließt eine 1723 erneuerte einachsige Gruftkapelle der Überacker an, gefolgt vom südlichen Chorseitenschiff. Der eingezogene Chor mit Dreiseitschluss steht zwischen seitlichen niedrigeren barocken Seitenschiffanbauten aus der Zeit um 1730/1733 mit gerundeten Ecken. Der zweigeschoßige Sakristeianbau mit Rechteckfenstern und Traufkehle aus der Zeit um 1731/1732 steht am Chorscheitel.